# Goje (instrumento)

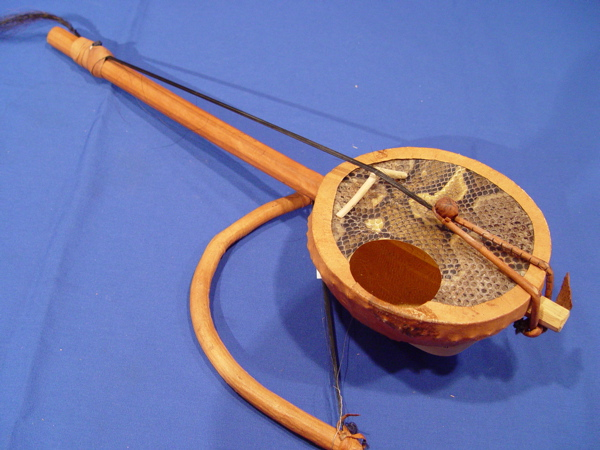

Goje es uno de tantos nombres que recibe un tipo de violines del África Occidental, de una o dos cuerdas, compuestas por crines de caballo. La piel de serpiente o de lagarto sirve de tapa armónica de una caja de resonancia basada en media calabaza (o porongo). El goje se toca con arco. Se suele usar en la música hausa.
Otros nombres que recibe son (entre paréntesis las lenguas africanas): goge (Hausa, Zarma), gonjey (Dagomba, Gurunsi), gonje (Mamprusi, Dagomba), njiarka (Songhay), n'ko (Bambara, Mandinka y otras lenguas Mande) y Riti (Fula, Serer)
El Goje se usa como instrumento solista y de acompañamiento. 